# 組織犯罪対策部

組織犯罪対策部（そしきはんざいたいさくぶ）とは、日本の警察組織のうち、主に暴力団等の組織犯罪、銃器や違法薬物の取り締まり、外国人犯罪対策、国際捜査共助等を目的とする内部組織の一つ。

## 種類
日本の警察を統括する警察庁では警察庁刑事局内に組織犯罪対策部を設置している（2004年4月設置）。
多くの警察本部においては、刑事部内に「捜査第4課」「暴力団対策課」「組織犯罪対策課」等の名称で設置している。兵庫県警察本部では山口組総本部を抱えている関係で、「捜査第4課」ではなく「暴力団対策第1・2課」が置かれていた。
警察本部長直轄で独立した部として存在するのは以下の2本部。
- 組織犯罪対策部：警視庁
- 暴力団対策部：福岡県警察本部

また、独立した部ではないが、刑事部内に組織犯罪対策の専務部門として存在するのは以下の9本部。
- 組織犯罪対策本部：大阪府警察本部・神奈川県警察本部・千葉県警察本部
- 組織犯罪対策局：北海道警察本部・宮城県警察本部・埼玉県警察本部・静岡県警察本部・愛知県警察本部・兵庫県警察本部

## 部として設置

### 警察庁刑事局組織犯罪対策部
警察庁刑事局の傘下に組織犯罪対策部が置かれている。
- 組織犯罪対策第一課
  - 犯罪収益情報官
  - 犯罪組織情報官
  - 国際連携対策官
  - 暴力団排除対策官
  - 組織犯罪対策総合研究官
- 組織犯罪対策第二課
  - 特殊詐欺対策室
  - 薬物銃器対策室
- 国際捜査管理官（課長級）
  - 国際組織犯罪対策官

### 警視庁組織犯罪対策部
2003年4月1日、従来暴力団等の取り締まりを担当してきた刑事部捜査第四課、暴力団対策課等に代わり、組織犯罪対策部が設置された。2022年4月1日、組織を再編し、組対第一〜第五課が廃止され現名称に変更された。2025年10月1日、匿名・流動型犯罪グループ（トクリュウ）への対策を強化するため、刑事部と統合のうえ廃止される予定。
- 組織犯罪対策総務課 
  - 庶務係、会計係、組織犯罪対策企画係、組織犯罪対策管理係、組織犯罪対策情報係、組織犯罪対策指導係、組織犯罪対策教養係、組織犯罪対策司法制度係
  - 組織犯罪対策情報分析室

- 犯罪収益対策課（旧組織犯罪対策総務課マネー・ローンダリング対策室）
  - 犯罪収益対策企画係、犯罪収益対策管理係
  - 第一犯罪収益捜査 - 犯罪収益捜査情報係、犯罪収益捜査指導係、没収保全第一係、没収保全第二係
  - 第二犯罪収益捜査 - 犯罪収益捜査第１-４係
  - 第三犯罪収益捜査 - 犯罪収益捜査第５-８係

- 国際犯罪対策課（旧組織犯罪対策第一課・同第二課）
  - 第一国際犯罪対策 - 第１-３対策係
  - 第二国際犯罪対策 - 第４-７対策係
  - 第三国際犯罪対策 - 第８-１０対策係
  - 第四国際犯罪対策 - 第１１-１２対策係
  - 第一国際犯罪捜査 - 第１-５捜査係
  - 第二国際犯罪捜査 - 第６-１０捜査係
  - 第三国際犯罪捜査 - 第１１-１４捜査係
  - 第四国際犯罪捜査 - 第１５-１８捜査係
  - 第五国際犯罪捜査 - 第１９-２２捜査係

- 暴力団対策課（旧組織犯罪対策第三課・同第四課[注釈 1]）
  - 暴対管理 - 暴対管理第１-３係
  - 暴対対策 - 暴対企画係、特別排除係、保護対策係
  - 暴力団排除 - 暴力団排除第１-４係、行政命令係、特殊暴力対策係
  - 暴力団情報 - 暴力団情報第１-３係、暴力団指定第１-６係
  - 実態解明 - 実態解明第１-４係
  - 広域暴力団対策 - 広域暴力団対策第１-３係
  - 第一暴力犯捜査 - 第１-４係
  - 第二暴力犯捜査 - 第５-８係
  - 第三暴力犯捜査 - 第９-１２係
  - 第一暴力犯特別捜査 - 第１-５係
  - 第二暴力犯特別捜査 - 第６-１０係

- 薬物銃器対策課（旧・組織犯罪対策第五課）
  - 薬物銃器対策 - 銃器薬物対策第１係（課内庶務）・２係（資料・統計）
  - 薬物銃器捜査指導 - 薬物捜査指導第１〜３係、銃器捜査指導係
  - 第一薬物捜査 - 薬物捜査第１-４係
  - 第二薬物捜査 - 薬物捜査第５-８係
  - 第三薬物捜査 - 薬物捜査第９-１２係
  - 銃器捜査 - 銃器捜査第１-４係

### 福岡県警察本部暴力団対策部
2010年1月、福岡県警察は刑事部組織犯罪対策局を部に拡充させ、暴力団対策部として発足した。暴力団対策専門の部の設置は、警視庁に次いで全国で2例目である。
- 組織犯罪対策課 - 国際捜査室、保護対策室、暴力団排除調査係、北九州地区暴力団排除調査係
  - 国際捜査室（国際捜査係、通訳センター）、保護対策室、暴力団排除調査係、北九州地区暴力団排除調査係、行政命令係
- 暴力団犯罪捜査課
  - 特定事件捜査係
  - 特別捜査班
- 北九州地区暴力団犯罪捜査課（北九州市に主たる事務所の所在地を有する指定暴力団に係る犯罪の捜査）
  - 「北九州地区暴力団総合対策現地本部」、「工藤會壊滅集中取締本部（本部長：福岡県警察本部長)」
  - 北九州地区暴力団対策係、特別捜査班
- 薬物銃器対策課（薬物関係事犯、銃器関係事犯）
  - 密輸対策センター
  - 特定事件捜査係、特別捜査班

## 刑事部内に設置

### 愛知県警察本部刑事部組織犯罪対策局
- 組織犯罪対策課
- 捜査第四課
  - 弘道会特別対策室
- 暴力団対策室
- 薬物銃器対策課
- 国際捜査課

### 静岡県警察本部刑事部組織犯罪対策局
- 組織犯罪対策課
- 捜査第四課
- 薬物銃器対策課
- 国際捜査課

### 埼玉県警察本部刑事部組織犯罪対策局
埼玉県警察では刑事部内の部局として設置されている。
- 組織犯罪対策総務課[10]
- 組織犯罪対策第一課[10]
- 組織犯罪対策第二課[10]
- 組織犯罪対策第三課[10]

### 宮城県警察本部刑事部組織犯罪対策局
- 組織犯罪対策課
  - 国際捜査室
- 暴力団対策課
- 銃器薬物対策課

### 兵庫県警察本部刑事部組織犯罪対策局
兵庫県警では刑事部内に組織犯罪対策局が置かれている。
- 組織犯罪対策課
  - 国際捜査室
- 暴力団対策課
- 薬物銃器対策課

### 神奈川県警察本部刑事部組織犯罪対策本部
- 組織犯罪分析課
- 暴力団対策課
- 薬物銃器対策課
- 国際捜査課

### 千葉県警察本部刑事部組織犯罪対策本部
- 組織犯罪対策課
- 薬物銃器対策課 
  - 薬物密輸対策センター
- 捜査第四課 
  - 暴力団対策室
- 国際捜査課 
  - 国際捜査情報センター
  - 通訳センター